# غروس فيندغالين
غروس فيندغالين (بالإنجليزية: Gross Windgällen)‏ هو أحد جبال سلسلة جبال الألب غلاروس ويقع في كانتون أوري في سويسرا. يحتل المرتبة رقم 145 في قائمة جبال سويسرا من حيث الارتفاع، إذ يبلغ ارتفاعه حوالي 3187 متر، بينما يبلغ ارتفاع نتوء الجبل 552 متر، هذا وقد سجل أول وصول لقمة الجبل عام 1848.